# Passenger to Frankfurt
Passenger to Frankfurt (Passageiro para Frankfurt, no Brasil Passageiro para Francforte, em Portugal) é um romance policial de Agatha Christie, publicado em 1970.

## Enredo
O diplomata Stafford Nye é abordado no aeroporto por uma mulher cuja vida está em perigo. Em um momento de fraqueza, ele lhe entrega seu passaporte e sua passagem aérea. A partir daí, ele se envolve numa intriga internacional, onde tem de se defrontar com a Condessa von Waldsausen, que usa métodos nazistas para tentar dominar o mundo através da manipulação e armamento da juventude.

## Sinopse
Aquele parecia ser apenas mais um dia na rotina dos voos internacionais. Mas um encontro inesperado no aeroporto de Frankfurt traz à tona uma trama diabólica que aponta para a possível existência de uma poderosíssima organização internacional, dedicada a semear o caos e criar uma nova ordem maligna sob o comando do “Jovem Siegfried”, anunciado como o filho de ninguém menos que... Adolf Hitler. Crimes, extorsões, contrabando de armas e tráfico de drogas são alguns dos ingredientes deste romance em que Agatha Christie faz a imaginação do leitor voar livremente.